# Bits Laboratory
Bits Laboratory Co. (有限会社ビッツラボラトリー) est une société japonaise de développement de jeu vidéo.
Elle a été fondée en 1985 

## Liste de jeux
- Cho Aniki Bakuretsu Ranto-hen (1995, SNES)
- Monstania (1996, SNES)